# Мукденский конгресс
Мукденский конгресс (I Дальневосточный съезд тюрко-татар) — собрание представителей татарской эмиграции Дальнего Востока (Китая, Кореи, Японии, Маньчжоу-Го) проходившее с 4 по 14 февраля 1935 года в городе Мукден (Китай), созванный по инициативе известного татарского общественного деятеля Г. Исхаки.

## История
На конгрессе присутствовал 41 депутат, представляющий татарские землячества региона (представители местных комитетов «Идель-Урала»), более ста активистов «Идель-Урала», официальные представители Маньчжурии и Японии. Главной целью конгресса явилось объединение региональных татарских политических, религиозных, культурных организаций. На конгрессе была дана негативная оценка, как коммунистическим преобразованиям в России, так и стремлениям возрождения России со стороны белогвардейской эмиграции. В качестве ориентира рассматривалось получение татарами территориальной и государственной независимости в пределах России (Урало-Волжский штат). Представители общественности отнеслись к итогам конгресса неоднозначно. Советские граждане и представители белогвардейской эмиграции отнеслись к ним преимущественно оппозиционно или враждебно, большинство татар нейтрально. Исключением стали представители украинской общественности, предоставившие страницы своей газеты «Украинский вестник» для пропаганды идей Г. Исхаки. Исхаки не удалось подтолкнуть татар-эмигрантов на проявление открытой враждебности к СССР, а официальные представители Японии и Маньчжоу-Го воздержались от поддержки его идей.
На конгрессе был образован Национально-религиозный комитет Идель-Урал тюрко-татарских мусульман Дальнего Востока. Несмотря на усилившуюся с середины 30-х годов эмиграцию татар в страны Европы, США и Австралию, комитет с 1935 по 1945 годы решал вопросы связанные с жизнью татарской диаспоры на Дальнем Востоке, ведал культурными и религиозными вопросами татарской диаспоры, руководил татарскими землячествами, библиотеками, типографиями, школами. Значительный вклад в развитие татарской диаспоры региона внесли печатные издания комитета: газета «Милли Байрак» («Национальное знамя») и журнал «Шакирдляр таны» («Заря шакирдов»). Среди важных достижений комитета — открытие в 1937 году мечети в Харбине, в 1938 году дома престарелых и инвалидов, в 1940 году приюта пансиона для детей-сирот и детей несостоятельных родителей.
После разгрома Квантунской армии и капитуляции Японии в 1945 году, комитеты «Идель-Урала» прекратили своё существование, а большинство их лидеров были арестованы органами советской контрразведки.